# عديلة محسني
عديلة محسني ناشطة أفغانية لحقوق المرأة .

## النشأة
ولدت عديلة محسني في ولاية وردك أفغانستان وهاجرت إلى ايران عام 1978 في السادسة من عمرها. التحقت عديلة بجامعة تبريز وحصلت على بكالوريوس القانون القضائى. عادت عديلة إلى أفغانستان بعد غزو الولايات المتحدة 2001 وبدأت العمل لمؤسسة هاينريش بول لحقوق المرأة في 2005 .عام 2007، عملت عديلة موظف برنامج في مكتب كابل للحقوق والديمقراطية، وهى منظمة كندية غير حكومية. حامد صابورى المدير المسؤول عن مكتب كابل وصف عديلة محسني قائلا «عضو نشط للغاية في المجتمع المدنى الافغانى، مساعدة للمرأة لضمان حقوقهم» .

## اللجوء
في فبراير 2012، عديلة محسنى تلقت تهديدات بالقتل وهربت وعائلتها إلى الهند، أملا في الهجرة إلى كندا بمساعدة رئيسها في العمل. وبينما عى في الهند منحت عديلة صفة لاجئ من قبل المفوضية العليا للأمم المتحدة لشؤون اللاجئين ولكن لم يتم إعادة توطينها. أُغلق مكتب الحقوق والديمقراطية من قبل الحكومة الكندية في أبريل 2012، وبقت عديلة عائلتها في الهند حتى عادوا إلى كابل في ديسمبر 2013 . بعد ذلك بعام سافرت عديلة محسنى لحضور مؤتمر بتأشيرة زائر إلى المملكة المتحدة البريطانية ومُنحت حق اللجوء والإقامة هناك.